# Acquasanta Terme
Acquasanta Terme è un comune italiano di 2 411 abitanti della provincia di Ascoli Piceno nelle Marche. Dopo Ascoli Piceno possiede il territorio più esteso della provincia; questo territorio è in gran parte montuoso e costellato di frazioni. Il comune fa parte della comunità montana del Tronto, di cui ha la sede legale.

## Geografia fisica
Acquasanta Terme sorge nell'alta valle del fiume Tronto, incastonata fra i Sibillini a nord e i Monti della Laga a sud, e circondata da boschi di castagni plurisecolari nella frazione di Umito, querce, faggi e abeti bianchi. Le montagne circostanti si raggiungono agevolmente in escursioni pedestri.
Come testimonia il nome, Acquasanta possiede sorgenti sulfuree intorno alle quali sorgono stabilimenti termali con vasche naturali libere alimentate da acqua calda. Le acque termali sono note fin dall'antichità per le loro proprietà curative.

## Storia
I primi insediamenti ad Acquasanta si fanno risalire alla preistoria, come testimoniano ritrovamenti di resti umani presso la frazione di Umito, nelle caverne della zona di Rio Secco, e in località Carpineto, con reperti anche di vasellame, in ferro e bronzo, non conservati.
All'epoca romana, invece, risalgono le prime fonti sulle terme, quando la città era un mansio: secondo Tito Livio, nel 50 a.C. il console Lucio Munazio Planco guarì con le acque di Acquasanta dopo aver inutilmente provato cure analoghe in Toscana. Sulla Tavola Peutingeriana, inoltre, la città figura con il nome di Vicus ad Aquas o Pagus ad aquas. Ruderi delle terme romane si ritrovano nella frazione Santa Maria del Tronto, con una cisterna e resti delle piscine. Queste terme vennero distrutte in epoca barbarica e successivamente ricostruita nell'attuale sede di Acquasanta. Nel giugno del 1883, in località S. Maria del Paggese, nel comune di Acquasanta Terme, oggi S. Maria di Acquasanta Terme, fu rinvenuto casualmente un ripostiglio di monete romane. Il tesoretto si trovava all'interno di un vaso di terracotta e conteneva circa 275 denari databili tra la seconda metà del primo secolo e l'inizio del terzo secolo d.C.
Nel Medioevo, secondo lo storico Francesco Antonio Marcucci, anche Carlo Magno visitò le terme nell'800 durante il suo viaggio verso Roma per l'incoronazione al Sacro Romano Impero. Attorno all'anno 1000, Acquasanta passa sotto l'influenza dell'Abbazia di Farfa prima, dei Vescovi-Conti ascolani successivamente.
Attorno al XIV secolo la città passa al Libero Comune di Ascoli e il territorio viene suddiviso in sindicati organizzati sullo schema delle pievanie:
- Acquasanta, nato inizialmente come Aquis, con sede a Luco e comprendente anche Cagnano e Acquasanta. Successivamente ingloba il sindacato di Facciano, corrispondente all'attuale Falciano, e quello di Venamartello, costituito dai paesi alla sinistra del fiume Tronto. Le ville che alla fine costituiranno questo sindicato saranno Arli, Arola, Cagnano, Falciano, Luco, Paggese, Piedicava, Santa Maria del Tronto, Tallacano, Torre Santa Lucia, Valledacqua, Vallefusella e Venamartello;
- Montacuto, con sede a Pomaro, comprendente anche i paesi di Pito, Pozza, Umito e Vallecchia Monte Acuto;
- Montecalvo, con sede a San Martino, comprendente anche le frazioni di Collefrattale, Farno, Fleno, Forcella, Rocca Monte Calvo, San Giovanni, San Gregorio, San Paolo, Vallecchia Monte Calvo e Vosci, oltre a Morrice e Pietralta attualmente nel comune di Valle Castellana;
- Quintodecimo, nato successivamente, comprendente anche le località di Capodirigo, Favalanciata, Matera, Novele, Peracchia e San Vito.

Nel XVI secolo i sindicati passano allo Stato Pontificio e sono inseriti nella Marca anconitana con i nomi di Acquasanta, Montacuto, Montecalvo e Quintodecimo. Il sindacato è retto da un podestà coadiuvato da un Parlamento Generale; le sedute del parlamento si tengono nella loggia della chiesa di San Lorenzo a Paggese per Acquasanta, nel palazzo della Comunità per Quintodecimo, nella loggia della chiesa di San Martino per Montecalvo e davanti alla chiesa di San Lazzaro presso Pito per Montacuto.

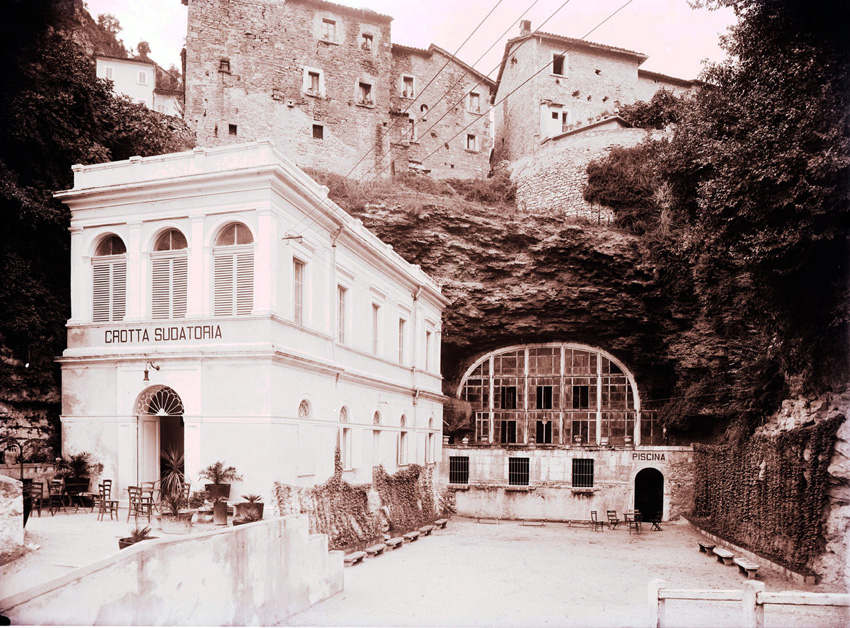
Vecchio stabilimento termale

In questo periodo Acquasanta conosce la peste e gli scontri tra le famiglie ascolane dei Parisani e dei Guiderocchi, fino alla sua distruzione il 16 marzo 1562, mentre a Montecalvo si sviluppa il banditismo contro il potere della Chiesa.
Anche Acquasanta viene poi colpita dal terremoto del 1703, al quale seguì una terribile carestia nel 1716 e di nuovo la peste negli anni 1740-1746 a seguito del passaggio degli spagnoli. Su progetto di Lazzaro Giosaffatti, nel 1780, viene costruito un nuovo stabilimento termale.
Dalla relazione della visita pastorale del vescovo ascolano Nicolò Aragona, avvenuta tra il 1580 e il 1581, si apprende che nel paese era già stata istituita la Confraternita del Corpus Domini.
Il brigantaggio riprende durante l'occupazione Napoleonica e il successivo passaggio delle truppe dell'Austria e del Regno di Napoli. I ribelli, capitanati da Giuseppe Costantini e Giambattista Ciucci, si scontrano con le truppe francesi, condotte dal generale Jean D'Argoubert, costringendole alla firma del trattato di pace di Mozzano il 5 febbraio 1799.
Nel testo dell'Indice di tutti i luoghi dello Stato Pontificio colla indicazione della rispettiva Legazione o Delegazione in che sono compresi nel Distretto Governo e Comune da cui dipendono le Diocesi alle quali sono essi soggetti e coll'epilogo infine dei Distretti e Governi di ciascuna Legazione o Delegazione desunto dall'ultimo riparto territoriale ripromesso coll'Editto del 5 luglio 1831 Acquasanta risulta come: «Comune soggetto al Governo d'Arquata: Distretto, Delegazione e Diocesi di Ascoli. Anime 338.»
Il brigantaggio prende di nuovo vigore con l'annessione al Regno d'Italia, con Giovanni Piccioni, ex priore di Montecalvo, che riprende la bandiera dei Volontari Pontifici tenendo testa ai Piemontesi del generale Pinelli per un paio di anni. Giovanni Piccioni viene catturato a San Benedetto del Tronto e condannato a 17 anni di lavori forzati, morendo infine nel carcere del Forte Malatesta.
Nel 1862 Montecalvo viene rinominato Montecalvo del Castellano per differenziarlo da altre località del Regno d'Italia, mentre con l'emanazione del Regio Decreto n. 2676 del 10 dicembre 1865, è stato decretato che, con decorrenza 1º gennaio 1866, vi fosse la soppressione dei comuni di Montacuto, Montecalvo del Castellano, Quintodecimo e Santa Maria, con l'aggregazione dei medesimi in un'unica unità amministrativa con capoluogo Acquasanta, che nel 1957 cambia infine denominazione in Acquasanta Terme.
Nella seconda guerra mondiale i Monti della Laga conoscono la resistenza dei partigiani italiani e slavi, culminata nel 1944 con l'eccidio di Pozza e Umito. A metà strada tra le due frazioni si trova il cimitero dedicato alle vittime.

### Simboli
Lo stemma e il gonfalone sono stati concessi con decreto del presidente della Repubblica del 10 luglio 2000.
Il gonfalone è un drappo di giallo.

## Monumenti e luoghi d'interesse

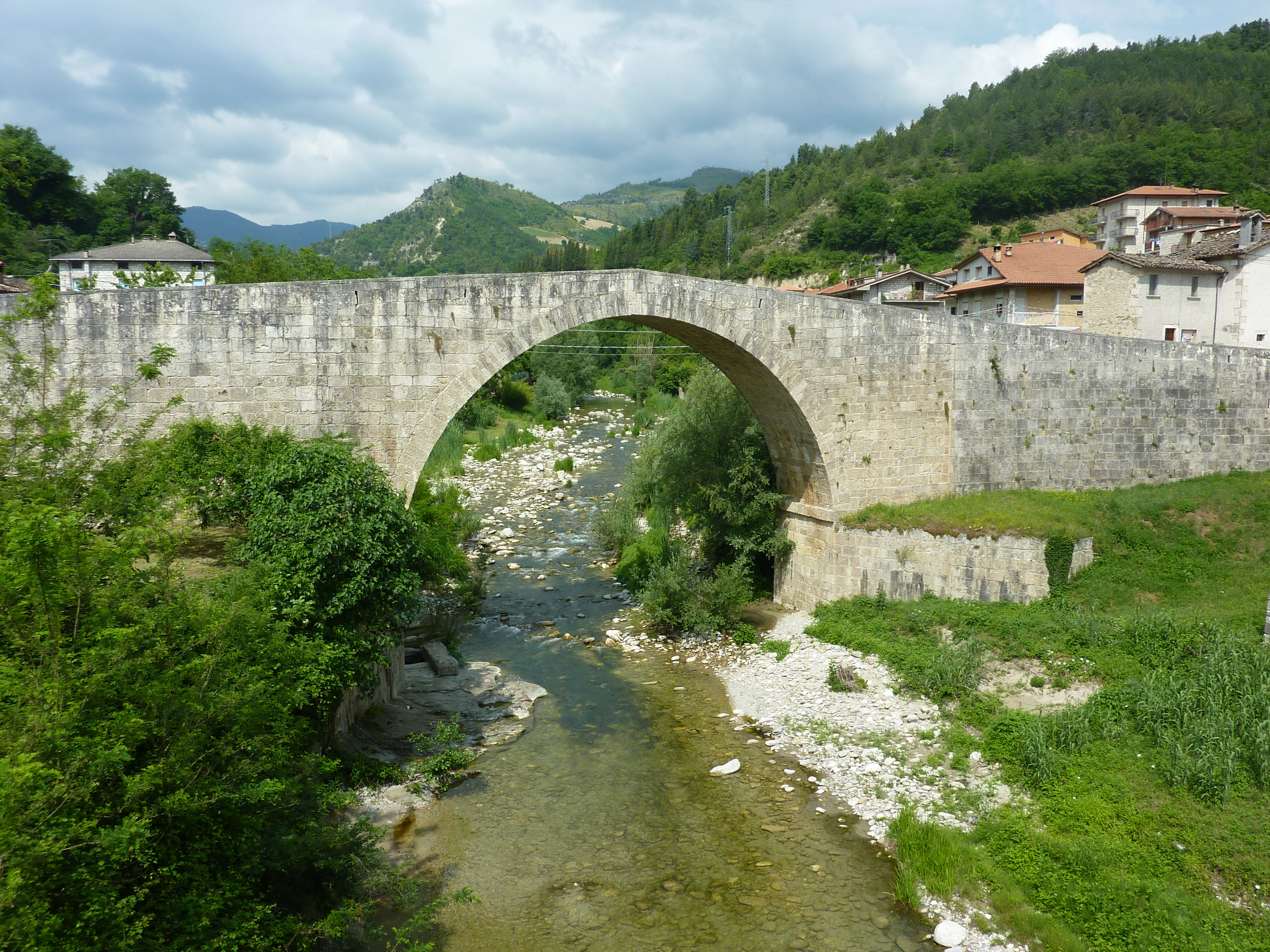
Ponte cinquecentesco a Ponte d'Arli

### Architetture religiose
- Chiesa di San Giovanni ad Acquasanta (XIII secolo) con pala d'altare di Cola dell'Amatrice;
- Chiesa della Maddalena ad Acquasanta (XIV secolo);
- Chiesa di San Lorenzo a Paggese (XIII secolo) con trittico di Pietro Alemanno;
- Chiesa del Crocifisso a Quintodecimo (XVI secolo);
- Chiesa Santa Maria delle Piane a Quintodecimo;
- Chiesa di Santa Caterina d'Alessandria a Capodirigo;
- Chiesa di San Pietro d'Arli;
- Chiesa di San Pietro a Tallacano;
- Abbazia-monastero farfense di San Benedetto X secolo con resti di affreschi a Valledacqua.
- Chiesa SS. Crocifisso di Santa Maria risale a metà 1200 ed è dedicata alla Vergine. Dal 1614 prese il titolo di SS. Crocifisso

### Architetture civili
- Grotta naturale con piscina d'acqua termale presso lo stabilimento di Acquasanta;
- Ponte romano con sovrapposizione di archi ottocenteschi sul torrente Garrafo lungo la Salaria ad Acquasanta;
- Teatro dei Combattenti ad Acquasanta;
- Ponte cinquecentesco a Ponte d'Arli;
- Resti delle antiche terme romane a Santa Maria;
- Mulino ad acqua a Piedicava;
- Cave di travertino a Centrale;
- Casa del Brigante Piccioni a Rocca Monte Calvo;
- Cascate di Forcella.

### Architetture militari

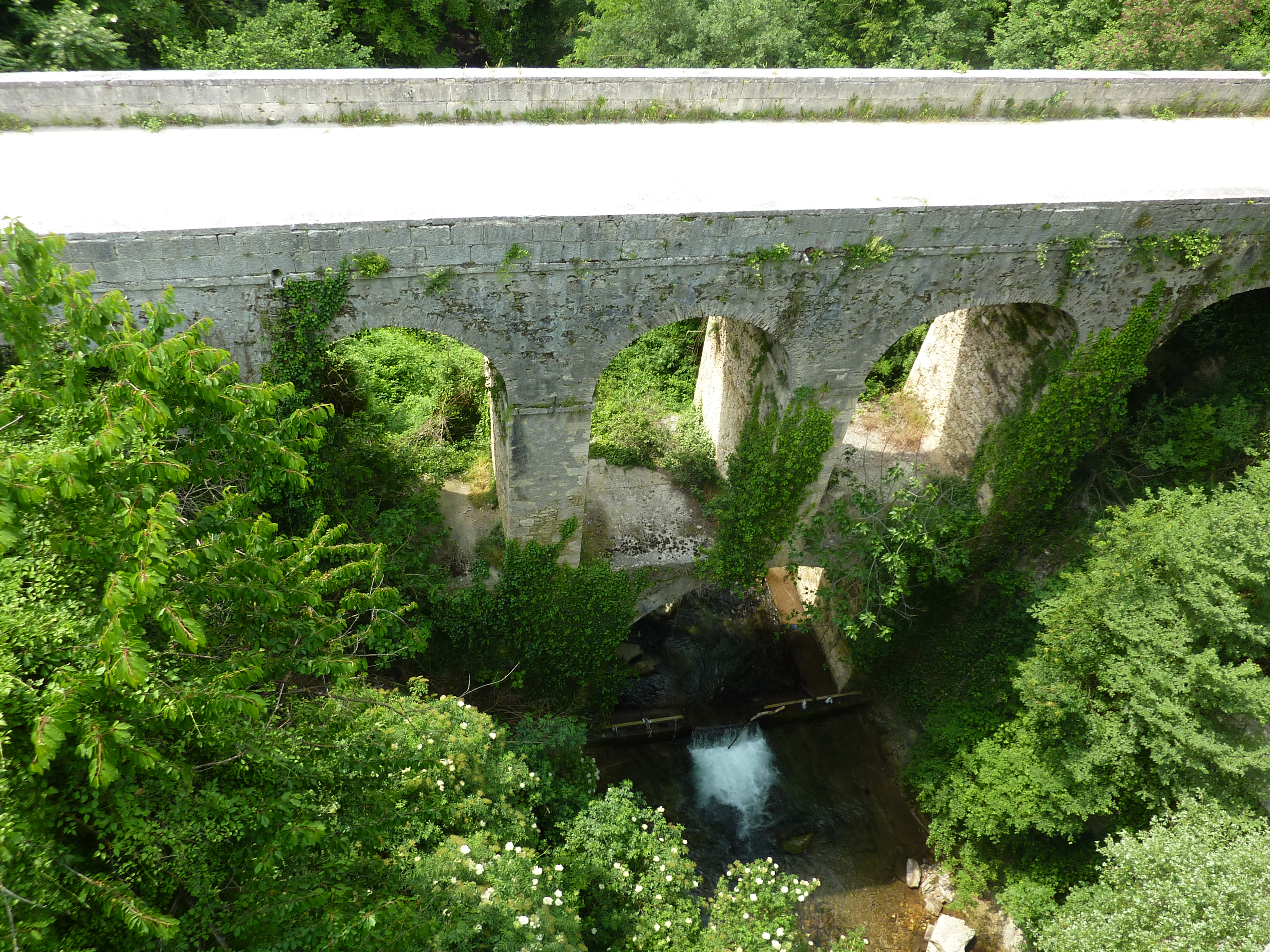
Ponte romano sul Garrafo

- Fortezza a base ellittica di Castel di Luco (XIV secolo);
- Ruderi del Castello di Montecalvo a San Martino;
- Ruderi del Castello di Falciano presso Collefalciano.

### Aree naturali
- Parco nazionale del Gran Sasso e Monti della Laga.

## Società

### Evoluzione demografica
Abitanti censiti

### Tradizioni e folclore
Una delegazione di Acquasanta partecipa ogni anno con propri figuranti alla rappresentazione storica della Quintana di Ascoli, che si tiene in occasione della festa di Sant'Emidio, patrono del capoluogo piceno.

## Infrastrutture e trasporti

### Strade
Acquasanta si trova lungo la Strada statale 4, l'antica via Salaria, che oggi è una strada a una sola carreggiata ma in buona parte a scorrimento veloce. La Salaria collega Acquasanta da un lato a Roma, Rieti e Amatrice, dall'altro al capoluogo Ascoli Piceno e al mare Adriatico.

## Sport

### Calcio
Ad Acquasanta Terme ci sono due squadre di calcio: l'Acquasanta Terme calcio (Prima Categoria), la seconda squadra è nata nel 2016 e disputa il campionato Amatori.
Ad Acquasanta Terme era inoltre presente un circuito adibito alle gare di minimoto nella frazione Corneto. 
Il territorio è anche ricco di sentieri percorribili in mountain bike ed è stato teatro di gare, anche di trial nel primo decennio degli anni duemila. 

## Geografia antropica

### Frazioni
Fanno parte del territorio comunale le frazioni di Agore, Arli, Arola, Cagnano, Capodirigo, Centrale, Cocoscia, Collefalciano, Colle Frattale, Corneto, Falciano, Farno, Favalanciata, Fleno, Forcella, Luco, Matera, Novele, Paggese, Peracchia, Piandelloro, Piedicava, Pito, Poggio Farno, Pomaro, Ponte d'Arli, Pozza, Quintodecimo, Rocca Monte Calvo, San Giovanni, San Gregorio, San Martino, Santa Maria, San Paolo, San Pietro d'Arli, San Vito, Tallacano, Torre Santa Lucia, Umito, Vallecchia Monte Acuto, Vallecchia Monte Calvo, Valledacqua, Vallefusella, Venamartello, Vosci

## Economia

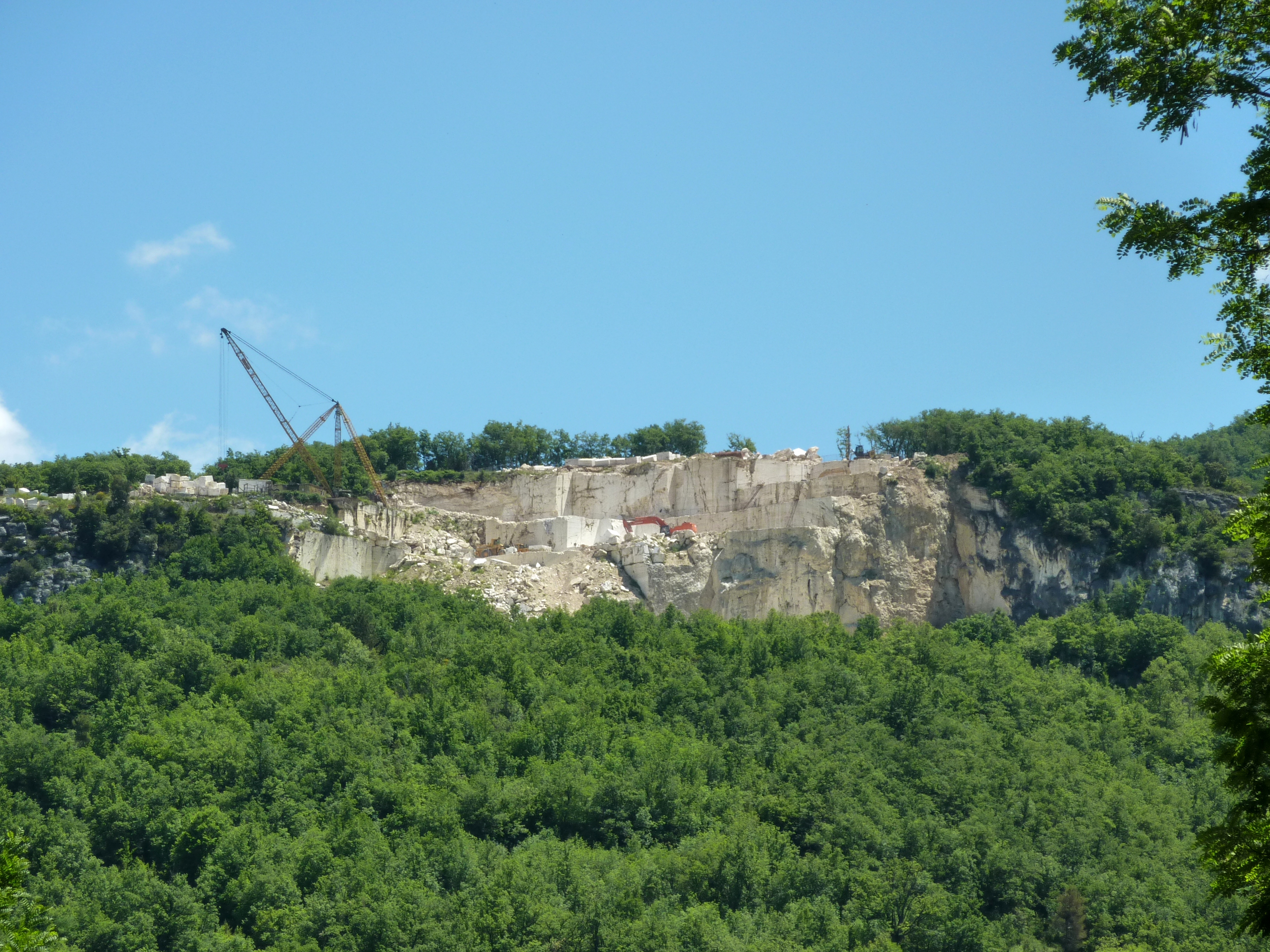
Cava di travertino

Le attività economiche più note di Acquasanta sono quelle legate alle sue terme e all'estrazione del travertino, entrambe frutto del carsismo che caratterizza la zona.
Le terme sono note da epoca romana ed erano inizialmente costituite da una grotta naturale dove l'acqua sulfurea a circa 30 gradi si raccoglieva prima di defluire verso il fiume. Solo alla fine del XVIII secolo venne costruito uno stabilimento bagni in grado di accogliere l'accresciuto flusso di visitatori.
Per quanto riguarda il travertino, questo è il materiale che caratterizza i centri storici degli abitati della zona, primo tra tutti Ascoli Piceno. La sua lavorabilità lo rendevano estremamente adatto all'uso sia come materiale da costruzione sia per lavorazioni artistiche, facilitandone la diffusione.

## Amministrazione
| Periodo          | Periodo          | Primo cittadino      | Partito              | Carica                  | Note   |
| ---------------- | ---------------- | -------------------- | -------------------- | ----------------------- | ------ |
| 19 giugno 1985   | 30 giugno 1990   | Ciro Centini         | Democrazia Cristiana | Sindaco                 | [ 17 ] |
| 30 giugno 1990   | 21 aprile 1993   | Ciro Centini         | Democrazia Cristiana | Sindaco                 | [ 17 ] |
| 21 giugno 1993   | 22 novembre 1993 | Anna Gargiulo        |                      | Commissario prefettizio | [ 17 ] |
| 22 novembre 1993 | 10 gennaio 1997  | Roberto Albanesi     | Democrazia Cristiana | Sindaco                 | [ 17 ] |
| 10 gennaio 1997  | 28 aprile 1997   | Maurizio Piccinini   |                      | Commissario prefettizio | [ 17 ] |
| 28 aprile 1997   | 14 maggio 2001   | Giampiero Fioravanti | Centro-sinistra      | Sindaco                 | [ 17 ] |
| 14 maggio 2001   | 30 maggio 2006   | Giampiero Fioravanti | Lista civica         | Sindaco                 | [ 17 ] |
| 30 maggio 2006   | 17 maggio 2011   | Barbara Capriotti    | Lista civica         | Sindaco                 | [ 17 ] |
| 17 maggio 2011   | 6 giugno 2016    | Barbara Capriotti    | Lista civica         | Sindaco                 | [ 17 ] |
| 6 giugno 2016    | 3 ottobre 2021   | Sante Stangoni       | Lista civica         | Sindaco                 | [ 17 ] |
| 4 ottobre 2021   | in carica        | Sante Stangoni       | Lista civica         | Sindaco                 | [ 17 ] |